# ام‌وی تاکوما
ام‌وی تاکوما (به انگلیسی: MV Tacoma) یک کشتی است که طول آن ۴۶۰ فوت ۲ اینچ (۱۴۰٫۳ متر) می‌باشد. این کشتی در سال ۱۹۹۷ ساخته شد.